# (276) Adelheid
(276) Adelheid es un asteroide, perteneciente al cinturón de asteroides, descubierto el 17 de abril de 1888 por Johann Palisa desde el observatorio de Viena, Austria. Se desconoce la razón del nombre.